# Klopacska

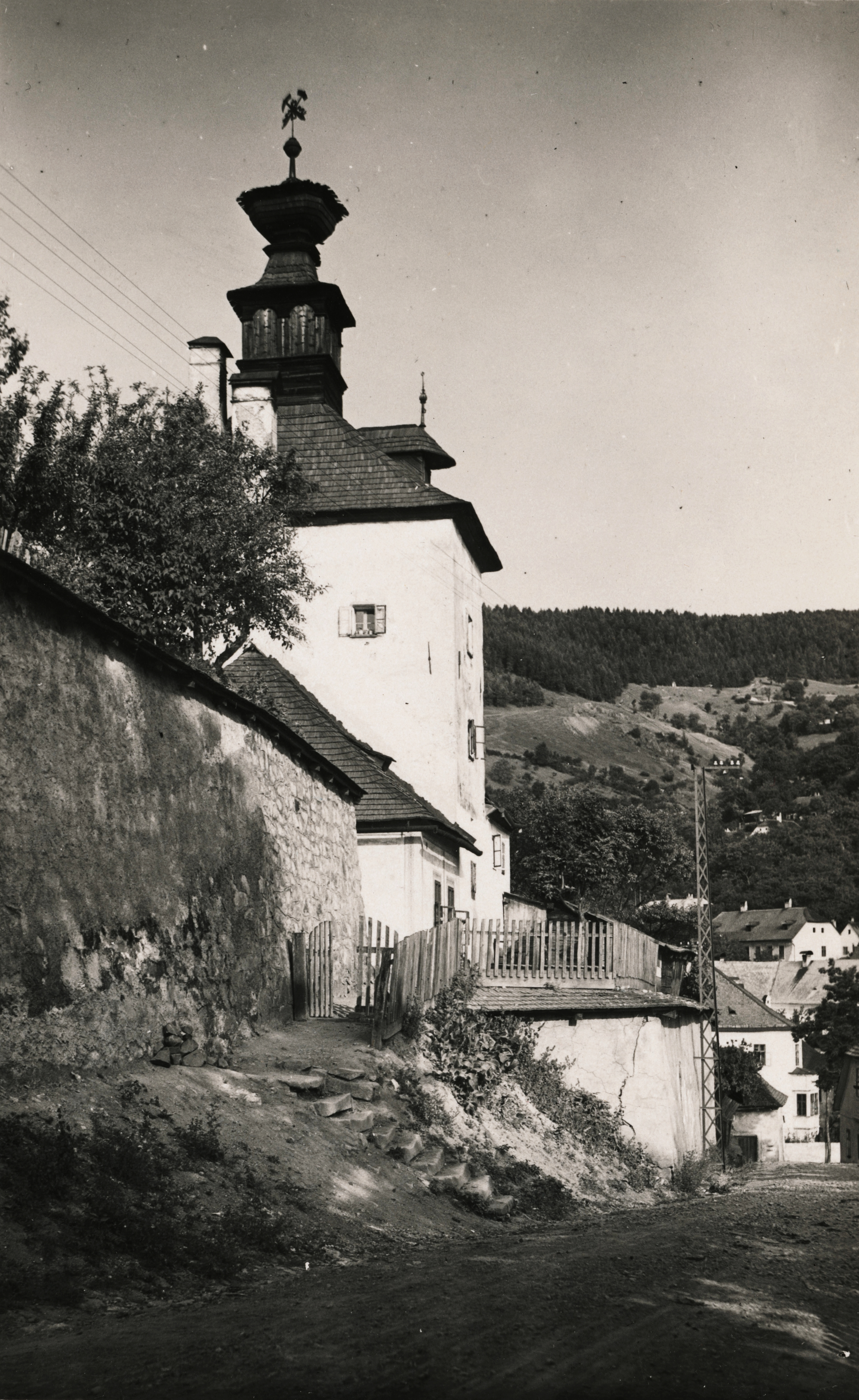
A selmecbányai Klopacska

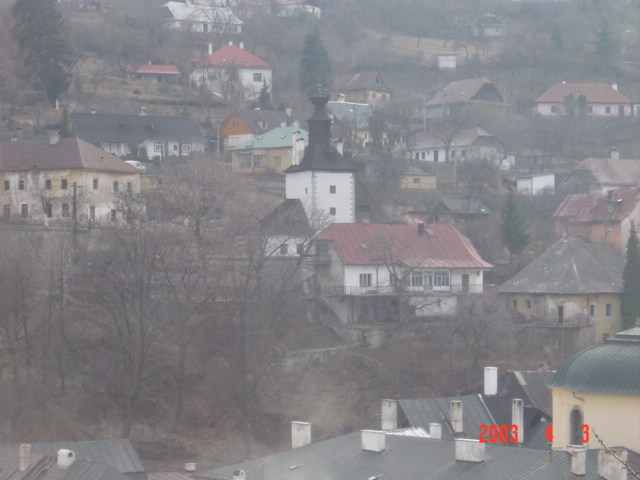
A Klopacska távolabbról

A Klopacska egy ipari műemlék neve Selmecbányán, amely 1861-ben épült. A szó jelentése: "kopogtató". Az épület torányából ugyanis a bányászok fakalapácsos kopogtatással jelezték a napi műszak kezdetét a bányaváros lakói számára.  Ezt a hangjelzést  bányásztemetések kísérőjeként is használták.
A klopacska mint köznév a lármafa fogalmához áll közel, arra utal, hogy a kopogtatót veszélyhelyzetben  is használták.